# Ada, Lamekova žena
Ada je bila žena Lameka i majka Jabala i Jubala. Njezin ju muž spominje u svojoj besjedi. Njezino ime znači "ukras" ili "zora". Druga Lamekova žena je bila Sila.